# Reservas Litorales
El ex área protegido de conservación que funcionaba desde 1927 hasta 1933.

## Historia de la creación
La idea de crear de así llamados “reservas de aves” de la costa de los mares Negro y de Azov fue expresada la primera vez en 1919. G.A. Brysgalin proponio crear en Ucrania este tipo de reservas por analogía con americanos “bird sanctuaries”.
14 de julio de 1927, la Resolución del Consejo de Los Comisarios del Pueblo de Ucraniano República Socialista Soviética N.º 172 ”Acerca de la creación de Reservas Litorales en las orillas de los mares Negro y de Azov” fue adoptada, con fin de conservación de la naturaleza de la costa de los mares Negro y de Azov, a saber, protección de la fauna de aves durante su migración y anidamiento de la destrucción predatoria. De acuerdo con esta resolución fueron creados Reservas Litorales. Su composición incluye la isla Churyuk en el Mar de Syvach, la isla Dzharilgach en el mar Negro, Villa del Lago Salado en el banco del Kinburn y más, el banco Kriva, los bancos de Belosaraysk y Obitoch. Área total abarca 32 000 ha de ecosistemas litorales en la costa de los mares Negro y de Azov. Por esta razón en literatura en lugar del término “Reservas (santuarios vedados) Litorales” a veces se usó el término “Reservas de Azov”, que es jaridicamente incorecto.
En los años 20-s tales líderes involucrados en el movimiento ambiental, como el director del museo de la tradición local del Melitopol I. Kuriles-Krymchak, inspector de Járkov de la protección de los monumentos de la naturaleza Ye. Lavrenko, Brauner y etc. se dedicaban a la creación de “Reservas Litorales”.
En 1927, el establecimiento de Reservas Litorales las conservacionistas ambientales lo consideran el evento principal en la esfera de la protección de los monumentos naturales. Muchos artículos acerca de Reservas Litorales fueron publicados y la expedición compleja fue organizada para estudiarlos.
De hecho, Reservas Litorales pueden ser consideradаs como unos compartimientos separados de una reserva. En la literatura de 1920s – 30s, los componentes individuales de “las reservas” a veces se llaman – las reservas independientes. Por ejemplo: “Reserva El Banco de Obitoch”, “Reserva Dzharilgach”, “Reserva La Isla Churyuk”. А pesar del deseo de la Comisión de Ucrania para la Protección de los Monumentos de la Naturaleza crear la Administración y Servicio de la Seguridad de reservas, en realidad lo no fue hecho, aunque estuvo designado su director – V. Tkal. La Administración propia no fue creada y hasta el fin de 1932 Reservas Litorales estaban la parte de la reserva “Askania Nova”. 1o de enero 1933 de “Askania Nova” se separaron dos partes, que se hicieron dos organizaciones independientes: Reserva estatal del Mar Negro y Reserva estatal de Azov-Syvach. En la época de la independencia de Ucrania fue creados “Parque Nacional de Dzharilgach” y  “Parque Nacional del mar Azov” basados en otras partes de Reservas Litorales.

## Historia del estudio
En 1927, M. Charlemagne encabezó una expedición para explorar las reservas de nueva creación, de acuerdo con las instrucciones de la Academia de Ciencias de Ucrania.
En los dos expediciones además de Charlemagne tomaron parte el empleado del Museo Zoológico A.K. Shepe, O.Yu. Borzakovskiy y personal científico de la reserva "Heron": O.O. Schumer, S.I. Medvedev. En 1928, el inspector de Odessa en materia de protección de los monumentos de la naturaleza V.G. Averin y ornitólogos: S.I. Snigirevskiy, L.A. Portenko también estudiaban Reservas Litorales.
En su informe sobre la expedición M. Charlemagne dice que hay gran necesidad del aumento urgente de la protección de las reservas, entre la población local realizar una acción explicativa acerca de la importancia de la protección de la naturaleza, estudiar en detallas toda el área de Reservas Litorales por medio de las expediciones y por creación aquí de una estación científica estacionaria.
Una descripción detallada de las partes individuales de Reservas Litorales se publicó en 1928 en la colección "Conservación de la Naturaleza en Ucrania", editada por el Comité de Ucrania para la Protección de los Monumentos de la Naturaleza.
En 1932, M. Charlemagne, describiendo la importancia de aquellas Reservas Litorales, enfatizó: “A través de la costa y las islas se encuentran unas rutas grandes de la migración de la mayoría de las aves de nuestra Unión. De la protección de estos caminos-arterias depende la cantidad de aves de parte considerable de la Unión.” Por esta razón, en el territorio de todas las partes estaba planeado la construcción de estaciones ornitológicas para el estudio de las aves migratorias.